# Brigada Especial contra la Migración Delictiva
La Brigada Especial de Investigación Contra la Criminalidad Extranjera (BEICCE), inicialmente llamada Brigada Especial Contra la Migración Delictiva, es un equipo especial de élite de la Policía Nacional del Perú que se encarga de la lucha contra la criminalidad que involucre a ciudadanos extranjeros en el Perú, su competencia es a nivel nacional. Esta subordinada al Ministerio del Interior y fue fundada el 21 de enero de 2020.
La BEICCE, inicialmente fue acusada de ser un instrumento de xenofobia y específicamente de persecución hacia venezolanos. El entonces ministro del Interior Carlos Morán llegó a decir que «Maduro nos inundó de delincuentes venezolanos» por la crisis migratoria venezolana, aunque Morán también expresó que la brigada es para «combatir el tráfico de drogas, el sicariato, el secuestro extorsivo, el cobro de cupos y los delitos violentos que cometen ciudadanos extranjeros». Tanto los representantes de Juan Guaidó como de Nicolás Maduro mostraron su preocupación por la creación de la brigada.

## Brigada Especial de Investigación Contra la Criminalidad Extranjera (BEICCE)

### Historia
Fue creado el 21 de enero de 2020, como consecuencia de varios actos delictivos cometidos por ciudadanos venezolanos. A inicios del año se capturó a un grupo llamado los venecos que se dedicaba a la prostitución ilegal, el sicariato y otros delitos. La captura se realizó en el distrito de Punta Negra (Lima) y capturó a 144 personas, entre venezolanos, colombianos y peruanos; este crimen fue el que originó la creación de la brigada. El propio gobierno en el diario oficial El Peruano detalla al grupo de élite:

«La Policía Nacional del Perú creará una Brigada Especial que tendrá como misión exclusiva la lucha contra la criminalidad que involucre a ciudadanos extranjeros en nuestro país.»

Tras su creación fue denominada como Brigada Especial de Investigación Contra la Criminalidad Extranjera - BEICCE,  y se encarga de la lucha contra la criminalidad que involucre a ciudadanos extranjeros en el Perú, su competencia es a nivel nacional. 

### Origen y propósito
Tiene sus orígenes en la División de Investigación de Homicidios.

### Contexto
La inmigración venezolana en el Perú trajo personas de mal vivir, los constantes roces entre estos delincuentes inmigrantes, el conflicto entre venezolanos y peruanos se incrementó. Incluso algunas autoridades locales manejan abiertamente políticas antivenezolanas.

### Controversias
La brigada es calificada de xenofobia y discriminatoria. Para el gobierno de Nicolás Maduro la brigada «constituye una gravísima violación de los derechos humanos y un acto denigrante y peligroso que contraviene las normas internacionales en materia de respeto y protección de las poblaciones migrantes». Mientras que el gobierno de Juan Guaidó solo espera que la brigada «contra delincuentes extranjeros no cause xenofobia».
El propio ministro Carlos Morán ante las críticas dijo que la brigada también protegerá a inmigrantes venezolanos trabajadores. Sin embargo, ha resuelto crímenes cometidos contra ciudadanos de nacionalidad extranjera, siendo los presuntos autores ciudadanos peruanos, así como otros sicariatos contra jóvenes venezolanas.
La BEICCE, inicialmente fue acusada de ser un instrumento de xenofobia y específicamente de persecución hacia venezolanos. El entonces ministro del Interior Carlos Morán llegó a decir que «Maduro nos inundó de delincuentes venezolanos» por la crisis migratoria venezolana, aunque Morán también expresó que la brigada es para «combatir el tráfico de drogas, el sicariato, el secuestro extorsivo, el cobro de cupos y los delitos violentos que cometen ciudadanos extranjeros». Tanto los representantes de Juan Guaidó como de Nicolás Maduro mostraron su preocupación por la creación de la brigada.

### Operaciones notables
El 7 de diciembre de 2020, comunicó a la ciudadanía el hallazgo de un túnel donde narcotraficantes pretendieron fugar del Penal Miguel Castro Castro ubicado en el distrito de  San Juan de Lurigancho, Lima.
En marzo de 2023, el portal del diario El Universo del Ecuador, informó que un reportaje del programa peruano Panorama dio conocer de la presencia de la organización criminal "Los Tiguerones" en territorio peruano, buscaban hacerse de la zona comercial identificada como Lima Norte, sin embargo, la cúpula en ese país tuvo un revés al ser capturada en dos operativos de las autoridades peruanas. En total fueron aprehendidas siete personas, seis de ellas ecuatorianas y una peruana, quienes recibieron prisión preventiva de 18 meses.

## Proyección
El 28 de julio de 2022, el presidente de la República, Pedro Castillo, durante su mensaje a la nación por Fiestas Patrias, anunció la creación de brigadas especiales contra el crimen en los distritos con mayor incidencia delictiva, cuyo plan piloto iniciará en los distritos de San Juan de Lurigancho, San Martín de Porres, Comas y Villa El Salvador.
“Se crearán las brigadas especiales contra el crimen, en los distritos con mayor incidencia delictiva, iniciando como piloto en los distritos de San Juan de Lurigancho, San Martín de Porres, Comas y Villa el Salvador. Restableceremos de manera definitiva en el principio de autoridad y respeto de la función policial Estableceremos los mecanismos de defensa legal hasta el nivel de divisiones policiales permitiendo brindar seguridad jurídica y respaldo estatal a todo el personal policial que cumpla su labor” 

## Brigada Especial Contra el Crimen (BRECC)

### Brigada Especial Contra el Crimen de San Juan de Lurigancho
En octubre de 2022, se crea en el distrito de San Juan de Lurigancho, la primera brigada especial como una extensión de la Dirección de Investigación Criminal, a fin de combatir la delincuencia y el sicariato en este distrito de Lima.
La Policía Nacional del Perú (PNP) puso en funcionamiento la primera Brigada Especial contra el Crimen (BRECC) en San Juan de Lurigancho, y se encargará de combatir a la delincuencia común y el crimen organizado en este distrito de Lima.
El Ministerio del Interior (Mininter) detalló que este grupo de élite iniciará sus funciones con 60 agentes, que son investigadores especializados en delitos de alta tecnología, criminalidad organizada, homicidio, robo, secuestro, extorsión, estafa, entre otros.
La BRECC se encargará de prevenir, combatir, investigar y denunciar estos delitos de alto impacto en esta jurisdicción de Lima Este, que actualmente presenta el mayor índice de delincuencia en Lima Metropolitana.

El comandante general de la PNP, general de Policía Raúl Alfaro, aseguró que “con la creación de esta brigada de investigación criminal en San Juan de Lurigancho” va a disminuir la incidencia delictiva en este distrito, debido a que la BRECC ha sido dotada de todos los recursos logísticos y de personal necesarios para cumplir su misión.
“Se ha hecho un esfuerzo por dotarlas de los medios necesarios, principalmente, del personal. Expertos en investigación criminal, con años de trayectoria, con reconocida y probada efectividad en la lucha contra la delincuencia, específicamente, en la especialidad de investigación” 

### Brigada Especial Contra el Crimen de San Martín de Porres
El 19 de octubre del año 2023,  el ministro del Interior Vicente Romero y el alcalde distrital de San Martín de Porres, Hernán Sifuentes, firmaron un convenio de cooperación interinstitucional mediante el cual, este último entregó a la Policía Nacional del Perú, un local para el funcionamiento de la "Brigada Especial Contra la Criminalidad (BRECC).
“San Martín de Porres es uno de los distritos más grandes del Perú y tiene múltiples problemas de inseguridad. Sabemos que como gobierno local, no podemos combatir solos. Por eso es  importante las alianzas estratégicas con la Policía Nacional, para que el sicariato, los homicidios y las extorsiones disminuyan en porcentajes importantes”, señaló.

Sifuentes señaló que ponen a disposición de la PNP un local ubicado en la zona de Condevilla, "para que las unidades especializadas de la Policía Nacional, puedan hacer pronto un trabajo efectivo y darle un duro golpe a la inseguridad ciudadana, que tanto aqueja a los vecinos, y de esta manera darles soluciones rápidas y contundentes”.

### Brigada Especial Contra el Crimen de Lima Centro
El 20 de marzo del año 2025, el diario peruano Perú 21, publicó que alrededor de las 11:40 a.m., dos hombres a bordo de una motocicleta arrojaron un empaquete —en cuyo interior había cartuchos de dinamita sin detonador— en los exteriores de la Institución Educativa Privada (IEP) Príncipe de Asturias, ubicada en el ingreso de la zona de Los Hijos de Ventanilla, en pleno horario de clases. Personal de la Brigada Especial Contra la Criminalidad de Lima Centro logró capturarlos, siendo esta la manera en la que se dio a conocer ante la opinión pública, esta nueva dependencia policial.
"Pánico en Ventanilla: Arrojan dinamita en colegio IEP Príncipe de Asturias en pleno horario de clase. Alrededor de las 11:40 a.m., dos hombres a bordo de una motocicleta lanzaron un paquete en los exteriores de la escuela. La Policía capturó a dos sujetos con explosivos en su poder cerca al local educativo".

"En tanto, la Policía Nacional, a través de la Brigada Especial Contra el Crimen Lima Centro de la Dirincri, brindará detalles sobre la captura de dos presuntos extorsionadores, quienes exigían cobro de cupo a un centro educativo, en el preciso instante que habían lanzado un paquete sospechoso al interior del colegio en plenas clases".

### Brigada Especial Contra el Crimen en zonas de frontera
El 25 de agosto del 2023, el diario oficial El Peruano, publicó que los gobiernos del Perú y Ecuador acordaron unir esfuerzos para combatir de manera conjunta los problemas relacionados con las actividades ilícitas de la criminalidad organizada que afecta a ambos países, así como los aspectos respecto a la migración ilegal que se presenta en la zona de frontera en común, en la parte norte del territorio nacional.

Además, las autoridades presentes en la cita evaluaron la posibilidad de crear las Brigadas Especializadas Contra la Criminalidad (BRECC) en las ciudades limítrofes de Ecuador y el Perú. Se indicó que estos grupos especializados deberán contar con una capacitación constante como parte de la lucha contra el crimen organizado.
“Tenemos que ser firmes y contundentes contra la criminalidad, no le daremos espacio a las bandas y organizaciones criminales. Los comandantes generales de ambos cuerpos policiales ya han coordinado la ejecución de operaciones conjuntas en las zonas críticas”, adelantó Romero.

Por su parte, el ministro ecuatoriano expresó la voluntad de su sector y del Gobierno de su país para enfrentar de manera coordinada con el Perú al crimen organizado en todas sus modalidades. “Cuenten con todo el apoyo, nosotros tenemos las mismas intenciones que ustedes, las mismas ganas y la misma voluntad”, aseguró.